# Suhres
Suhres (ukrainisch Зугрес; russisch Зугрэс Sugres) ist eine Stadt in der ukrainischen Oblast Donezk mit etwa 18.500 Einwohnern (2014).

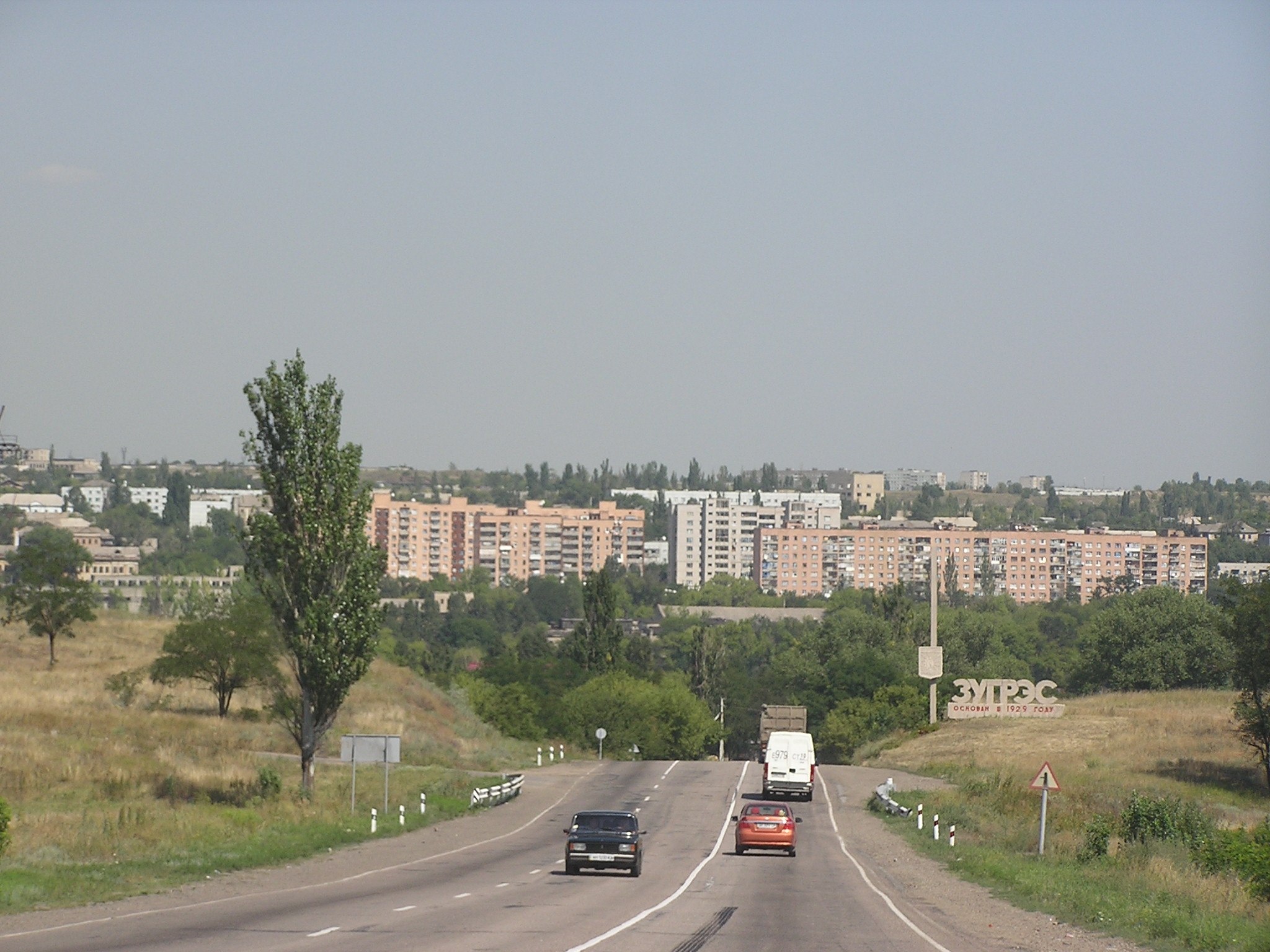
Blick auf die Stadt

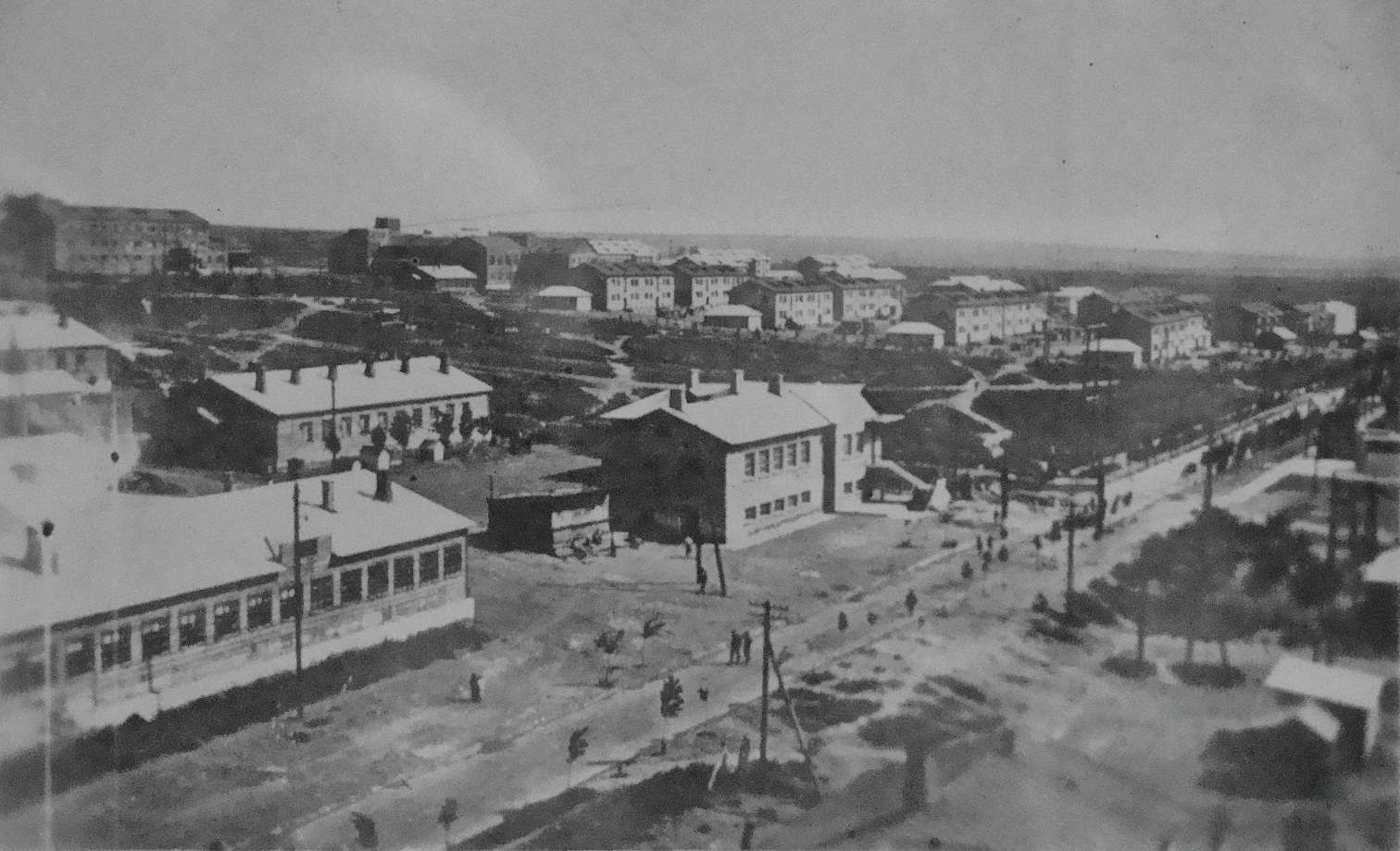
Das erste Viertel der Stadt in den 1930er Jahren

Suhres wurde 1929 während des Baus des Sujiwka-Stausees an der Krynka gegründet und besitzt den Status einer Stadt seit dem Jahr 1938. Der Name leitet sich vom nahegelegenen Kraftwerk Suhres, ukrainisch ЗуГРЕС (Зуївська ГРЕС) ab.

## Geographie
Die Stadt liegt an der, zum Sujiwka-Stausee (Зуївське водосховище) angestauten Krynka, einem Nebenfluss des Mius.
Das Oblastzentrum Donezk liegt 40 km westlich von Suhres. Durch die Stadt verläuft die ukrainische Fernstraße N21.
Administrativ untersteht die Stadt dem Stadtbezirk Charzysk. Zur Stadtgemeinde Suhres gehört, neben der Stadt selbst noch die Siedlung städtischen Typs Mykolajiwka, das Dorf Zupky (Цупки) sowie die Siedlung Wodobud (Водобуд).

## Persönlichkeiten
- Oleksij Torochtij (* 1986), ukrainischer Gewichtheber